# 硫化ストロンチウム
硫化ストロンチウム（りゅうかストロンチウム、英: Strontiumsulfide）はストロンチウムの硫化物で、化学式SrSで表される無機化合物。炎色反応で鮮やかな赤色を発色することから花火に使用されるほか、脱毛剤や発光塗料、蛍光体としても用いられる。

## 製造
発光性を持たない硫化ストロンチウムは硫酸ストロンチウムを還元することで得られる。発光性の硫化ストロンチウムは、水酸化ストロンチウムと硫黄とを加熱することにより製造できる。